# Пермское наместничество

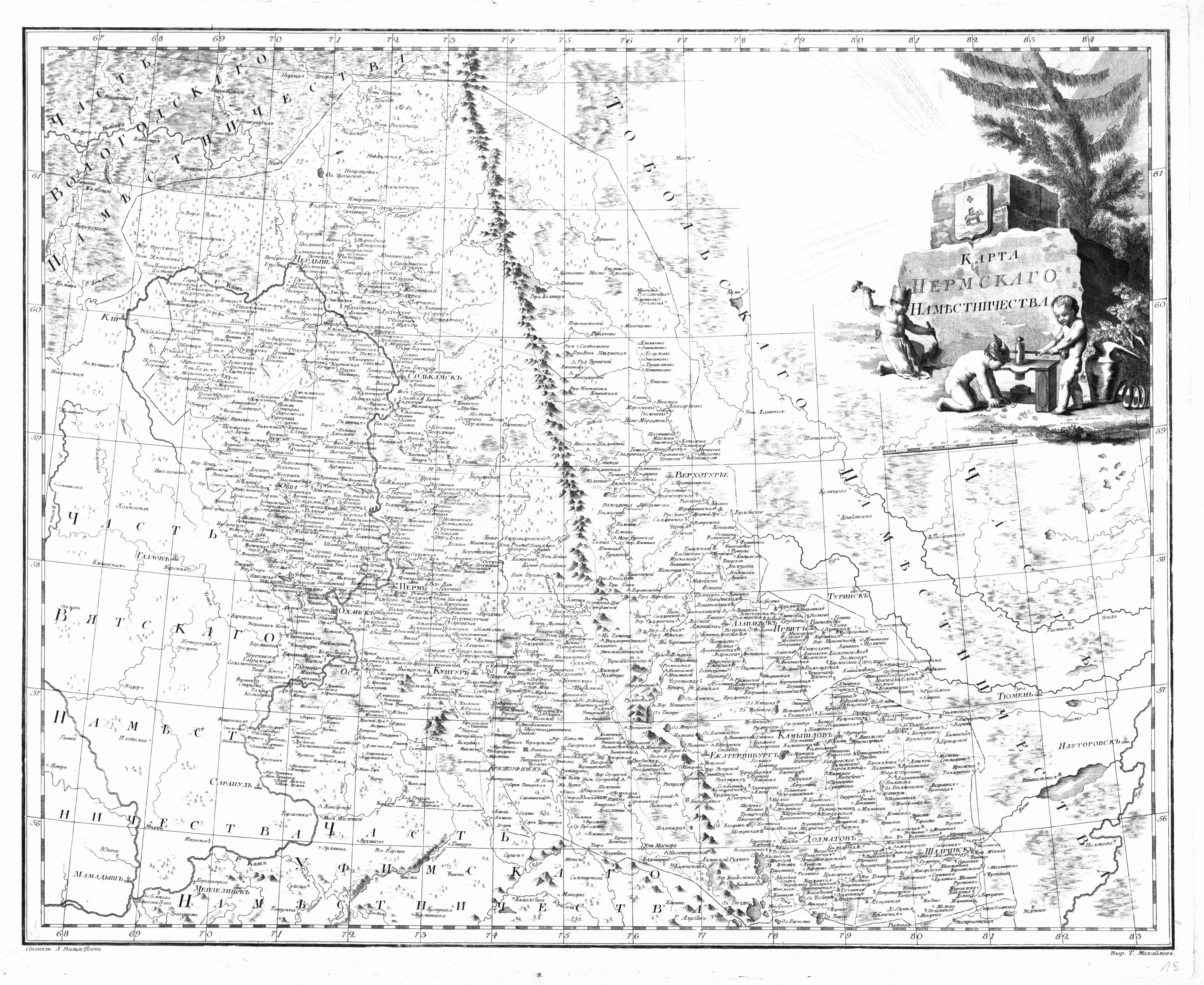
Карта Пермского наместничества из Российского атласа из сорока четырех карт состоящего и на сорок на два наместничества Империю разделяющего" (1792)

Пермское наме́стничество — административно-территориальное образование на территории Урала в 1781—1796 годах.

## История
Учреждено именным указом от 27 января 1781 года из территории ликвидированной Пермской провинции Казанской губернии, западной части Тобольской провинции Сибирской губернии и северной части Уфимской провинции Оренбургской губернии.
В состав наместничества вошло 16 уездов (две области):
- Пермская область:
  - Пермский уезд
  - Кунгурский уезд
  - Соликамский уезд
  - Чердынский уезд
  - Обвинский уезд (см. Обвинск)
  - Оханский уезд
  - Осинский уезд
  - Красноуфимский уезд

- Екатеринбургская область:
  - Екатеринбургский уезд
  - Челябинский уезд (с 30 апреля 1782 года в составе Оренбургской области Уфимского наместничества)
  - Шадринский уезд
  - Далматовский уезд
  - Камышловский уезд
  - Ирбитский уезд
  - Верхотурский уезд
  - Алапаевский уезд (см. Алапаевск)

В Пермской области учреждались города: Пермь — из Егошихинского завода, Обвинск — из села Верх-Язьва, Оханск — из села Оханское, Красноуфимск — из крепости Красный Яр.
В Екатеринбургской области учреждались города: Екатеринбург — из Екатеринбургского завода, Челябинск — из Челябинской крепости, Шадринск — из Шадринской слободы, Далматов — из села Николаевского, Камышлов — из Камышловской слободы, Алапаевск — из Алапаевского завода.

Открытие наместничества и города Перми состоялось 18 октября 1781 года. Торжество началось богослужением в Петропавловском соборе. После литургии на соборной площади было совершено торжественное молебствие, по окончании которого крестный ход обошёл новые здания для наместнического управления и присутственных мест, освящая их. В главном зале дома наместника генерал-губернатор Е. П. Кашкин и губернатор И. В. Ламб открыли наместничество и губернию соответственными случаю речами. На церемонии присутствовали граф А. С. Строганов со своим сыном и барон А. Н. Строганов с супругами.
Церемония сопровождалась войсковым парадом, отданием воинских почестей, колокольным звоном и пальбой из пушек. Вечером у генерал-губернатора был обед и бал, на котором чиновники явились, согласно установленному этикету, в мундирах и напудренных париках с заплетёнными косами, а дамы с длинными шлейфами и в башмаках с высокими каблуками. Петропавловский собор, все вновь освящённые здания, а также частные дома и набережная Камы были в этот день иллюминованы плошками и фонарями. Число первых доходило до 20 000, а последних до 7000. Среди Петропавловской площади возвышался иллюминованный портрет императрицы Екатерины II.
В соответствии с указом императора Павла I от 12 декабря 1796 года «О новом разделении государства на губернии» Пермское и Тобольское генерал-губернаторство было разделено на Пермскую и Тобольскую губернии.

## Руководители наместничества

### Генерал-губернаторы
| Ф. И. О.                 | Титул, чин, звание                                        | Время замещения должности |
| ------------------------ | --------------------------------------------------------- | ------------------------- |
| Кашкин Евгений Петрович  | генерал-поручик, генерал-губернатор пермский и тобольский | 07.05.1780—13.07.1788     |
| Волков Алексей Андреевич | генерал-поручик, генерал-губернатор пермский и тобольский | 22.09.1788—21.08.1796     |
| Модерах Карл Фёдорович   | тайный советник, генерал-губернатор пермский и вятский    | 21.09.1804—22.03.1811     |

### Правители наместничества
| Ф. И. О.                   | Титул, чин, звание | Время замещения должности |
| -------------------------- | ------------------ | ------------------------- |
| Ламб Иван Варфоломеевич    | генерал-майор      | 27.01.1781—27.08.1782     |
| Колтовский Илья Васильевич | генерал-поручик    | 18.08.1782—04.1796        |
| Модерах Карл Фёдорович     | тайный советник    | 29.04.1796—12.12.1796     |